# Philipp Wilhelm Prozell
Philipp Wilhelm Prozell (* 10. April 1792 in Detzel (Haldensleben); † 19. Januar 1888 in Friedland (Mecklenburg)) war ein deutscher evangelisch-lutherischer Theologe, Pastor und ehrenamtlicher Meteorologe.

## Leben
Philipp Wilhelm Prozell war ein Sohn des Amtmanns Friedrich Georg Prozell († 1820). Er besuchte die Schule im Kloster Berge und das Domgymnasium Magdeburg. Von 1811 bis 1813 studierte er Evangelische Theologie an der Universität Berlin.
1818 kam er als Erster Lehrer an die Elementarschule in Neustrelitz. Seit 1821 war er auch Kantor. 1825 wurde er Erster Lehrer an der neugegründeten Realschule Neustrelitz. Daneben gab er der Herzogin Caroline zu Mecklenburg[-Strelitz] Privatunterricht.

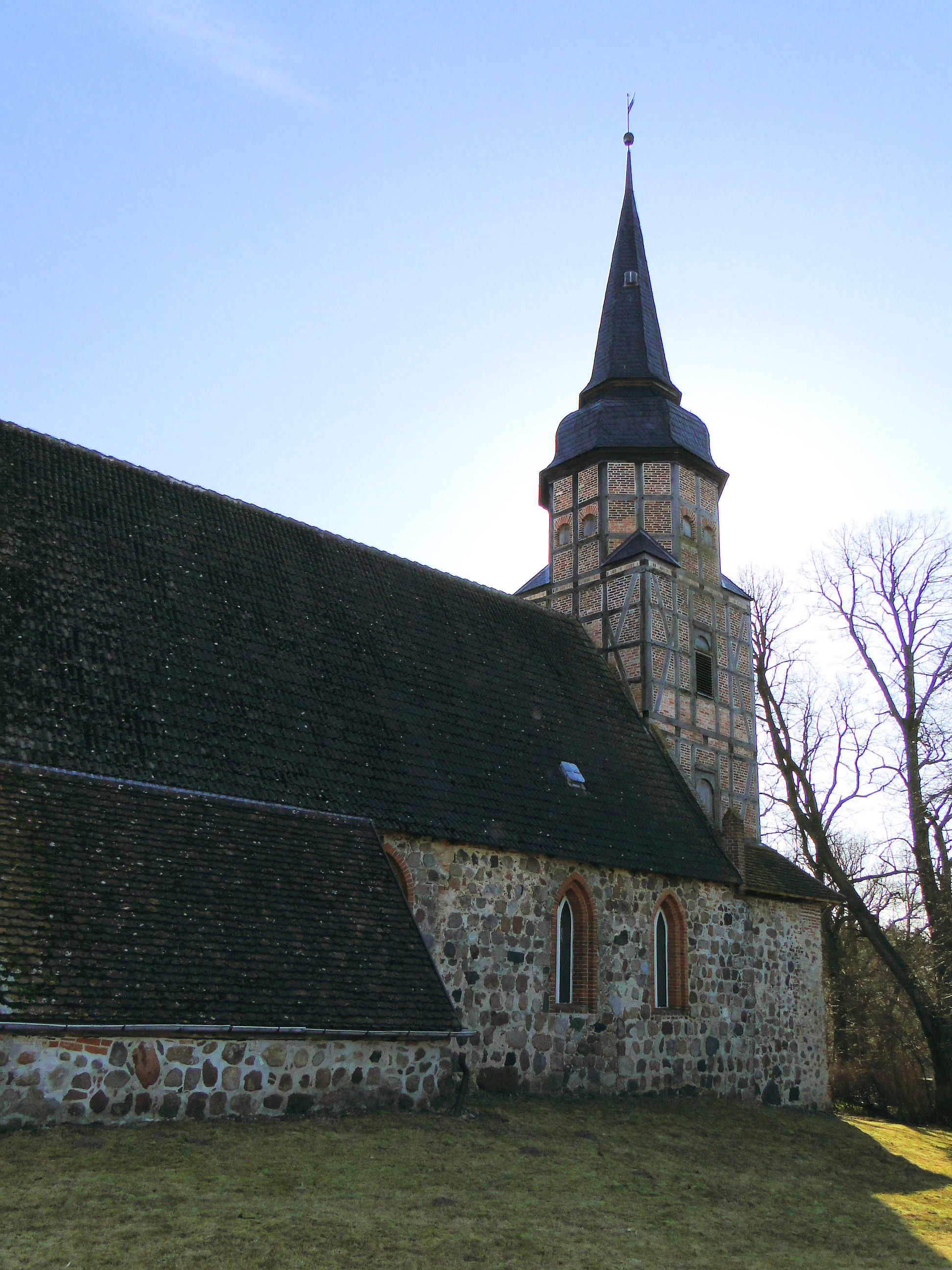
Kirche in Hinrichshagen (2011)

1834 ging er als Pastor nach Hinrichshagen (heute Ortsteil von Woldegk), wo er über 40 Jahre lang wirkte. Am 24. Mai 1865 ernannte ihn der Großherzog zum Präpositus der Woldegker Synode. Zu seinem 50-jährigen Jubiläum im Schul- und Kirchendienst erhielt er 1868 den Titel Kirchenrat. Nach seiner Emeritierung 1876 zog er nach Friedland.

## Wetterbeobachtungen
Seit 1848 beobachtete Prozell mit genau regulierten Instrumenten und in Übereinstimmung mit den von Alexander von Humboldt angeregten und von Heinrich Wilhelm Dove begründeten preußischen meteorologischen Stationen. Er legte so als erster in Mecklenburg die Grundlage für wissenschaftliche Meteorologie.
Seine Wetterstation in Hinrichshagen und eine weitere in Rostock wurden bei Gründung des Preußischen Meteorologischen Instituts, einer der Vorläufer des Deutschen Wetterdienstes, in dessen Wetterbeobachtungsnetz aufgenommen.
Er publizierte seine Meteorologische Beobachtungen zu Hinrichshagen auch regelmäßig von 1849 bis 1854 im Archiv des Vereins der Freunde der Naturgeschichte in Mecklenburg.
Nach seiner Emeritierung setzte er die Beobachtungen zunächst in Friedland fort. 1880 schied er aus dem Kreis der Wetterbeobachter aus. Die Wetterstation wurde nach Neustrelitz verlegt und von dem dortigen Gymnasialprofessor Gustav Adolph Kurtze weiterbetrieben.

## Erinnerung
Am 15. April 2018 wurde an der Kirche Hinrichshagen eine Gedenktafel enthüllt.